# Gran Premi d'Hongria del 1997
Resultats del Gran Premi d'Hongria de la temporada 1997 disputat al circuit d'Hungaroring el 10 d'agost del 1997.

## Classificació
| Pos | No | Pilot                 | Equip                 | Voltes | Temps/ Retirada  | Pos. de sortida | Punts |
| --- | -- | --------------------- | --------------------- | ------ | ---------------- | --------------- | ----- |
| 1   | 3  | Jacques Villeneuve    | Williams - Renault    | 77     | 1h 45' 47. 1     | 2               | 10    |
| 2   | 1  | Damon Hill            | Arrows - Yamaha       | 77     | + 9.079 s        | 3               | 6     |
| 3   | 16 | Johnny Herbert        | Sauber - Petronas     | 77     | + 20.445 s       | 10              | 4     |
| 4   | 5  | Michael Schumacher    | Ferrari               | 77     | + 30.501 s       | 1               | 3     |
| 5   | 11 | Ralf Schumacher       | Jordan - Peugeot      | 77     | + 30.715 s       | 14              | 2     |
| 6   | 15 | Shinji Nakano         | Prost - Mugen - Honda | 77     | + 41.512 s       | 16              | 1     |
| 7   | 14 | Jarno Trulli          | Prost - Mugen - Honda | 77     | + 1' 15.552 min. | 12              |       |
| 8   | 8  | Gerhard Berger        | Benetton - Renault    | 77     | + 1' 16.409 min. | 7               |       |
| 9   | 6  | Eddie Irvine          | Ferrari               | 76     | + 1 Volta        | 5               |       |
| 10  | 20 | Ukyo Katayama         | Minardi - Hart        | 76     | + 1 Volta        | 20              |       |
| 11  | 7  | Jean Alesi            | Benetton - Renault    | 76     | + 1 Volta        | 9               |       |
| 12  | 21 | Tarso Marques         | Minardi - Hart        | 75     | + 2 Voltes       | 22              |       |
| 13  | 19 | Mika Salo             | Tyrrell - Ford        | 75     | + 2 Voltes       | 21              |       |
| Ret | 10 | David Coulthard       | McLaren - Mercedes    | 65     | Part elèctrica   | 8               |       |
| Ret | 18 | Jos Verstappen        | Tyrrell - Ford        | 61     | Caixa canvi      | 18              |       |
| Ret | 2  | Pedro Diniz           | Arrows - Yamaha       | 53     | Part elèctrica   | 19              |       |
| Ret | 12 | Giancarlo Fisichella  | Jordan - Peugeot      | 42     | Virolla          | 13              |       |
| Ret | 4  | Heinz-Harald Frentzen | Williams - Renault    | 29     | Pèrdua d'aigua   | 6               |       |
| Ret | 22 | Rubens Barrichello    | Stewart - Ford        | 29     | Motor            | 11              |       |
| Ret | 9  | Mika Häkkinen         | McLaren - Mercedes    | 12     | Hidràulics       | 4               |       |
| Ret | 17 | Gianni Morbidelli     | Sauber - Petronas     | 7      | Motor            | 15              |       |
| Ret | 23 | Jan Magnussen         | Stewart - Ford        | 5      | Accident         | 17              |       |

## Altres
- Pole: Michael Schumacher 1' 14. 672
- Volta ràpida: Heinz-Harald Frentzen 1' 18. 372 (a la volta 25)